# Sân bay Málaga
Sân bay Málaga (mã sân bay IATA: AGP, ICAO: LEMG), còn được gọi là Sân bay Malaga Costa Del Sol, là sân bay bận rộn thứ tư ở Tây Ban Nha sau các sân bay Madrid-Barajas, Barcelona và Palma de Mallorca. Nó là một sân bay quan trọng cho du lịch Tây Ban Nha vì nó là sân bay quốc tế chính phục vụ Costa Del Sol. Sân bay có cự ly 8 km phía tây nam Málaga và 5 km về phía bắc của Torremolinos. Sân bay này có kết nối chuyến bay đến hơn 60 quốc gia trên toàn thế giới, và hơn 12 triệu hành khách thông qua trong năm 2010.
Sân bay này hoạt động với ba nhà ga hành khách. Nhà ga thứ ba tiếp giáp với hai nhà ga trước đó hai khai trương vào ngày 15 tháng 3 năm 2010. Một đường băng thứ hai dự kiến sẽ được hoàn thành và hoạt động đầy đủ vào đầu năm 2012.
Sân bay Málaga là sân bay quốc tế của Andalucia chiếm 85% của lưu lượng truy cập quốc tế của mình và là một trong những chỉ cung cấp một loạt các điểm đến quốc tế. Sân bay, kết nối Costa Del Sol, có một liên kết hàng ngày với hai mươi thành phố ở Tây Ban Nha và hơn 100 thành phố ở châu Âu. Các chuyến bay trực tiếp cũng hoạt động sang châu Phi, Trung Đông và Bắc Mỹ trong mùa hè.